# Inermocoelotes drenskii
Inermocoelotes drenskii es una especie de araña araneomorfa del género Inermocoelotes, familia Agelenidae. Fue descrita científicamente por Deltshev en 1990.
Se distribuye por Bulgaria. El cuerpo del macho mide aproximadamente 8,35 milímetros de longitud.